# Маркетинг із уст в уста
Ма́ркетинг із уст в уста  (англ. Words of mouth marketing, WOM marketing) також відомий українською як черезтинне радіо, маркетинг поголосу, маркетинг пліток, циганська пошта — різновид безкоштовної реклами, при якому відбувається передача інформації від однієї особи до іншої в усній чи письмовій формах. Зазвичай споживачі, які були задоволені товаром чи послугою дають позитивні відгуки та рекомендації іншим людям, при цьому не маючи з цього ніякої вигоди. Це дає підставу людям значною мірою довіряти такій формі реклами.

## Історія виникнення маркетингу WOM
«Сарафанне радіо» — найстарший спосіб обміну інформацією та безкоштовної реклами. Це явище з'явилося ще раніше, ніж поняття «маркетинг із уст в уста» (word-of-mouth marketing).
Джордж Сільверман — відомий математик і статист, випускник Гарвардського університету. Саме він вважається основоположником «сарафанного радіо». Якось в розмові між фокус-групою і лікарями Сільвермен відкрив цікаву особливість: «Один або два лікарі, які ділилися особистими позитивними відгуками про ліки, могли переконати цілу групу скептиків. Вони могли переконати навіть групу розчарованих споживачів, які мали особистий негативний досвід лікування».
У жовтні 2005 року рекламна група Watchdog Group Commercial Alert подала клопотання про FTC Сполучених Штатів про випуску керівних принципів, що вимагають оплачуваних маркетологів з уста, щоб розкрити свої відносини та пов'язані з цим компенсацію з компанією, продукт, маркетинг. FTC Сполучених Штатів заявив, що він буде досліджувати ситуації, в яких взаємозв'язок між маркетингом продукту та продавцем не розкривається і може впливати на схвалення.
2008 року компанії витратили $1,54 млрд на цей тип маркетингу. Витрати на традиційні рекламні канали сповільнювались, витрати на такий маркетинг 2008 році зросли на 14,2 %.

## Завдання
Ключовим завданням WOM маркетингу є спонукання споживачів до обміну своїм досвідом, використання думок споживачів на користь компанії і бренду. При цьому повинна поширюватися тільки правдива інформація, що розкриває реальні характеристики продукту.

## Суб'єкти
- Лояльні споживачі — це лідери думок або інші споживачі, яким подобається бренд. Лояльність передбачає, що споживач буде шукати продукцію саме цього бренду, оскільки він знає, якого рівня якості очікувати.

- Лідери думок — це особи, які добре відомі і користуються довірою серед цільової аудиторії. Це можуть бути відомі блогери і журналісти, зірки шоу-бизнесу чи спорту, актори. Лідерів думок активно залучають для реалізації стратегії маркетингу впливу. Часто лідери думок є лояльними споживачами бренду, можуть користуватися продукцією і рекомендувати її від свого імені.

- Адвокати бренду (brand advocates) — це ті клієнти, які вже лояльні. Їх заохочують і мотивують активно висловлювати свою любов до компанії і її продукції.
- Прокурори бренду  — «негативні адвокати», тобто незадоволені клієнти, конкуренти, неправильно інформовані особи. Вони є джерелом інформації, яку потенційно можна використати у майбутньому для усунення найбільших критичних недоліків продукції.

- Агенти впливу, інфлюенсери (influencers) не обов'язково є наявними споживачами. Це можуть бути знаменитості, лідери думок, критики, експерти в певній ніші ринку і т. д. Компанії, які застосовують маркетинг впливу (influencer marketing) залучають впливових людей до співпраці, щоб отримати доступ до їхньої аудиторії, наприклад, підписників на Youtube чи фоловерів (послідовників) на Instagram, для кого авторитети соціальних медіа є впливовими.

- Амбасадори (посли) бренду (brand ambassador) — це особи, які просувають бренд на договірній основі. Ними можуть бути відомі моделі, експерти, топ-менеджери самої компанії. Лідери думок можуть бути бренд-амбасадорами, якщо підписали контракт з брендом і не приховують цього.

## Комплекс маркетингу
- Buzz Marketing. «Шумовий» маркетинг. Цей метод привертає інтерес публіки за допомогою різних розважальних подій, які спонукають людей до активного обговорення продукту.

- Viral Marketing. Так званий вірусний маркетинг. Увага громадськості притягується розсилкою захоплюючих і барвистих повідомлень електронною поштою.

- Community Marketing або маркетинг співтовариств. Організація, подальше ведення і адміністрування спеціальних спільнот і клубів для обговорення бренду. До цього виду WOM так само належить надання необхідної інформації для спілкування.

- Grassroots Marketing. У перекладі звучить як «локальний» маркетинг. Просування торговельної марки товару добровільними учасниками. Такий тип маркетингу займається організацією та набором людей для активної пропаганди.

- Evangelist Marketing. Означає «проповідницький маркетинг». Це знаходження і залучення до маркетингового ходу відданих шанувальників продукції виробника, які особисто будуть трудитися для підвищення популярності улюбленого товару в масах.

- Product Seeding. Зразки товару підносяться потенційним покупцям. При цьому до них доносять необхідну інформацію, рекламуючи бренд.

- Influencer Marketing — це виявлення і вплив на популярні в суспільстві об'єкти, групи і спільноти людей. Основна мета — залучити їх на бік виробника, тим самим забезпечивши необхідну підтримку і довіру до марки.

- Cause-relaited Marketing. Цей тип WOM забезпечує швидке усунення проблем в суспільстві. Зазвичай це робиться для того, щоб завоювати довіру людей, яких торкнулася подібна проблема.

- Conversation Creation. У перекладі — створення цікавих повідомлень. Ефект WOM в цьому випадку досягається написанням і розсиланням незвичайних повідомлень, що містять легку, веселу і цікаву рекламу.

- Brand Blogging. У цьому випадку створюються і активно підтримуються інтернет-журнали (блоги), в які залучаються користувачі мережі Internet, щоб отримати необхідну інформацію від відвідувачів.

- Referral Programs або реферали. Це забезпечення клієнтів, задоволених якістю придбаних товарів, можливістю поділитися своєю думкою з іншими[5].

## Етапи проведення рекламної кампанії маркетингу WOM

### Заохочення комунікації
- Створення форумів обговорень з можливістю залишити свій відгук на пріоритетних сайтах;
- Робота з соціальними мережами;
- Удосконалення інструментів безпосереднього вербального спілкування з близькими.

### Створення інформаційного приводу
- Надання інформації, якою можна обмінюватися;
- Реклама, рекламні трюки і інші способи, які будуть сприяти обговоренню;
- Робота над удосконаленням продукту, над вбудовуванням елементів в сам продукти, які не зможуть споживче співтовариство залишити байдужим.

### Створення спільнот і об'єднання людей
- Створення груп користувачів та фан-клубів;
- Підтримка незалежних груп, які формуються навколо продуктів;
- Ініціювання обговорень та обмін думками про продукти;

### Робота з ключовими аудиторіями
- Пошук людей, готових відповідати на повідомлення компанії;
- Визначення тих людей, які можуть впливати на споживачів продукту;
- Інформування їх про те, що компанія робить, і спонукання до поширення цієї інформації;
- Спроби підтримати обраних активістів у вирішенні проблем і спірних питань, які їх найбільшою мірою хвилюють.

### Створення програм з розповсюдження інформації за рахунок агентів або «послів»
- Надання інструментів лідерам думок і стимулювання;
- Відбір нових лідерів думок, інформування про сильні сторони продуктів і спонукання до поширення цієї інформації.

### Моніторинг споживчої думки
- Відстеження обговорень прихильників, противників продукту і думки тих, хто ставиться до нього нейтрально;
- Однакова увага і до позитивних відгуків, і до критики; обов'язкова відповідь на критичні судження і похвалу.

### Участь у відкритих обговореннях
- Ініціювання двостороннього обговорення за участю цікавих людей або лідерів думок;
- Створення блогів та інших інструментів для обміну інформацією;
- Відкрита участь в обговореннях на форумах, блогах.

### Спільне створення продукту та обмін інформацією
- Включення споживачів в побудову маркетингових стратегій та креативну роботу (відгуки на маркетингові кампанії, можливість залучення до створення рекламних роликів і т. д.);
- Надання споживачам можливості прямого доступу до інформації та інших змістовних матеріалів.

## Показники ефективного використання
- висока ймовірність виникнення комунікації на ту чи іншу тему між учасниками;
- момент довіри між співрозмовниками, який визначається тим, що поради, дані по дружбі, не несуть в собі смислове навантаження рекламного характеру;
- одержувач повідомлення слухає свого співрозмовника, тому що їхня розмова не є рекламою;
- позитивне уявлення про продукт передається тільки в тому випадку, коли споживач на своєму особистому досвіді буде задоволений якістю товару[6].

## Приклади
1. Департамент громадського здоров'я Південної Кароліни замовив агентству Brains on Fire кампанію по запобіганню розповсюдження куріння серед молоді. Інші штати вкладали величезні кошти в антитютюнові кампанії, що давало тільки тимчасові результати, і не впливало на ситуацію в цілому. У Південній Кароліні зробили по-іншому: кампанія почалася з того, що були відібрані 92 підлітка, які були досить авторитетні у своїх школах або вуличних компаніях, і вже вони поширювали повідомлення. Їх навчили технікам поширення повідомлень, забезпечили всією необхідною інформацією і роздатковими матеріалами (значками, листівками). У Південній Кароліні в результаті було найзначніше зниження рівня куріння — 11,5 %. Кількість членів товариства «добровільної відмови від куріння» склало 3000. Бюджет кампанії — трохи більше 1 мільйона доларів. (Influencer Marketing).
2. Мережа магазинів Kohl поставила перед собою серйозне завдання — установку постійного діалогу зі споживачами. Цільова аудиторія — жінки у віці від 25 до 54. Агентство Universal McCann вирішило використовувати для цих цілей соціальні мережі, і уклало угоду з порталом соціальної мережі CafeMom. У цьому співтоваристві знайшли 20 лідерів думок, і кожній подарували картку на покупки на $250. А користувачі повинні були досліджувати «свій колір», тобто вчиняти шоппінг орієнтуючись на обраний відтінок, і потім написати про це в блозі. Ці пости потім збиралися на сайті Kohl. Люди активно обговорювали улюблені кольори, почали замислюватися про те, які вони вибирають кольору при покупці. Кампанія значно підвищила впізнаваність бренду і активність споживачів (Brand Blogging).
3. Агентство Passenger запустило кампанію для Coca-Cola, з основною ідеєю — створення нової грошової системи. Разом з продукцією Coca-Cola поширюються коди, які можна використовувати в рамках створеної Coca-Cola інфраструктури. Крім особистих розваг, свої очки за куплену продукцію можна перевести на рахунок шкіл, що беруть участь в програмі. Програма спрацювала за кількома напрямками — Coca-Cola отпозіціоніровала себе як соціально відповідальний бренд, сприяючий прогресу, було створено співтовариство людей, об'єднаних системою альтернативних «грошей», тобто тих самих очок нараховуються за покупку, досить широко розійшлися чутки, які досить серйозно вплинули на об'єднання людей у місцевих громадах (Community Marketing).
4. «Поділися усмішкою своєю» — під таким слоганом могла б пройти ця кампанія, якби її творці російським агентством. Агентство VML розробляє для Colgate кампанію спрямовану на встановлення контакту із споживачами. Кампанія включала в себе розробку онлайн-відео, фото, річ медіа, створення віртуальних світів подібних Second Life. Основа для кампанії — сайт з контентом створеним користувачами, «Усмішка Колгейт» www.colgatesmiles.com. Користувачі ділилися посмішками і розповідями про події, що їх викликали (Conversation Creation).
5. Агентство «StrawberryFrog» розробило оригінальну вірусну кампанію для Chevrolet. Було створено вірусне відео про Шевроле-трансформерів. 1,792,444 переглядів, безліч постів і обговорень в блогах і на форумах, перше місце в категорії «авто» на YouTube (Viral Marketing)[7].